# 하떠이성

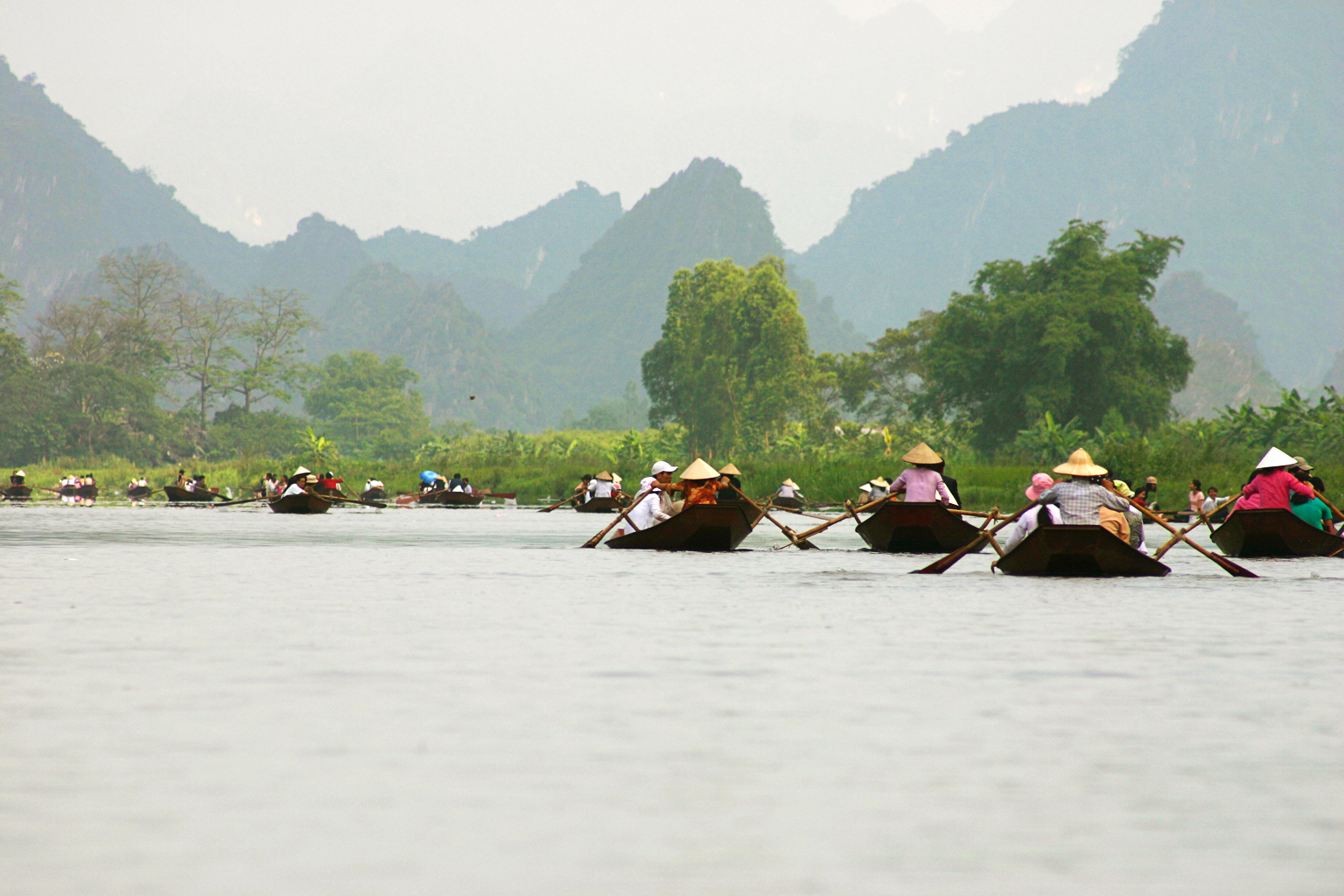

하떠이성(하서성, 베트남어: Hà Tây / 河西)은 예전에 존재했던 베트남의 성 단위 지방 자치체였다. 2008년 8월 1일 하노이에 흡수 합병되었다. 홍강 삼각주 지방에 위치하며, 하노이의 서쪽으로 경계를 인접하고 있었다. 성도는 하동(베트남어: 河東 / Hà Đông, 현재의 하노이 하동군)이었다.

## 행정 구역
2개의 시와 12개의 현으로 이루어져 있었다.
- 시
  - 하동 (Hà Đông / 河東)
  - 선떠이 (Sơn Tây / 山西)
- 현
  - 바비 (Ba Vì / 𠀧位)
  - 쯔엉미 (Chương Mỹ / 彰美)
  - 단프엉 (Đan Phượng / 丹鳳)
  - 호이득 (Hoài Đức / 懷德)
  - 미득 (Mỹ Đức / 美德)
  - 푸쑤옌 (Phú Xuyên / 富川)
  - 푹토 (Phúc Thọ / 福壽)
  - 꾸옥오아이 (Quốc Oai / 國威)
  - 탁텃 (Thạch Thất / 石室)
  - 타인오아이 (Thanh Oai / 靑威)
  - 트엉띵 (Thường Tín / 常信)
  - 응호아(Ứng Hòa / 應和)